# U-Bahnhof Cidade Universitária

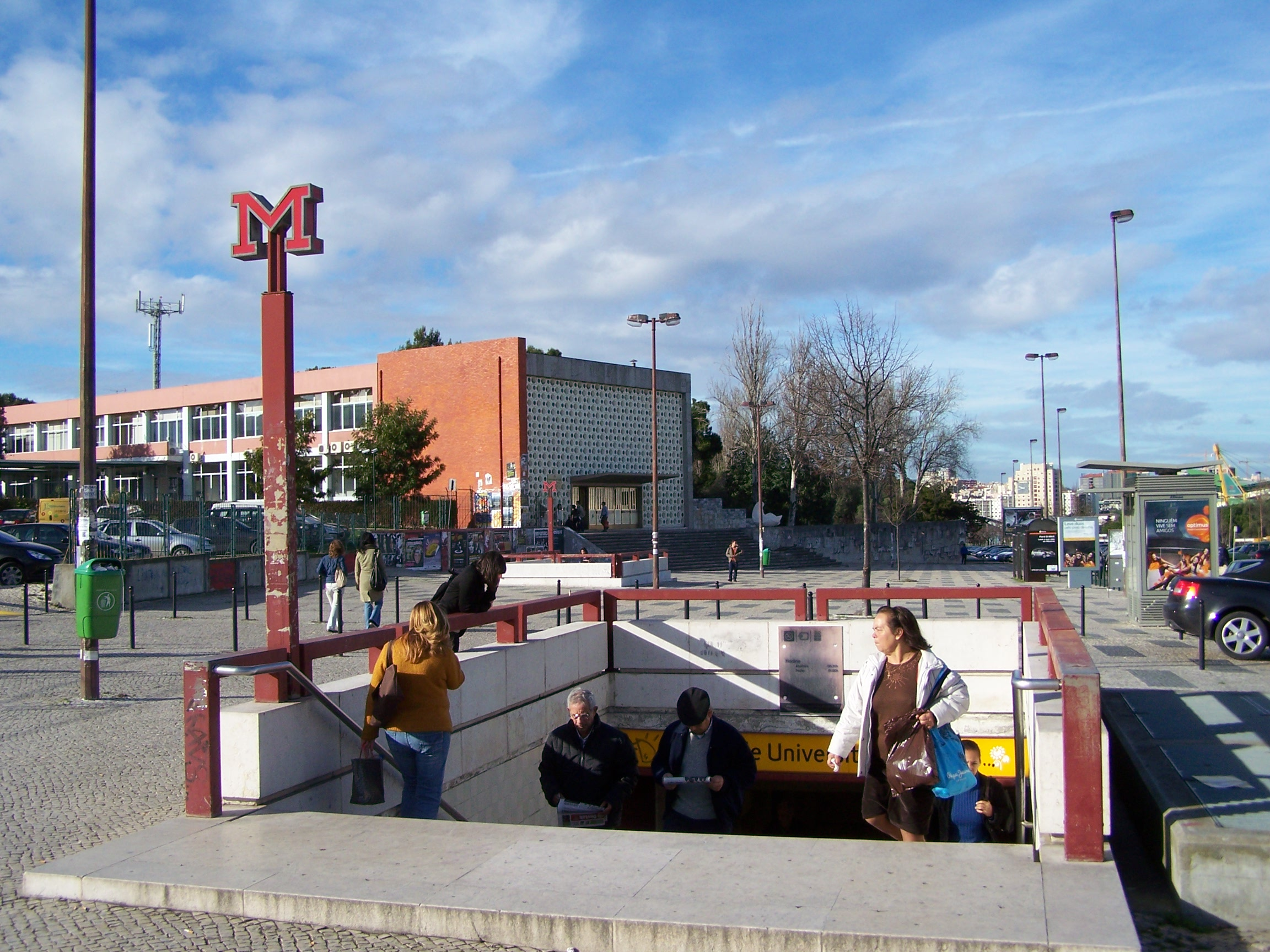
Eingang zum U-Bahnhof Cidade Universitária, im Hintergrund das Gebäude der Universitätsmensa der Lissabonner Universität

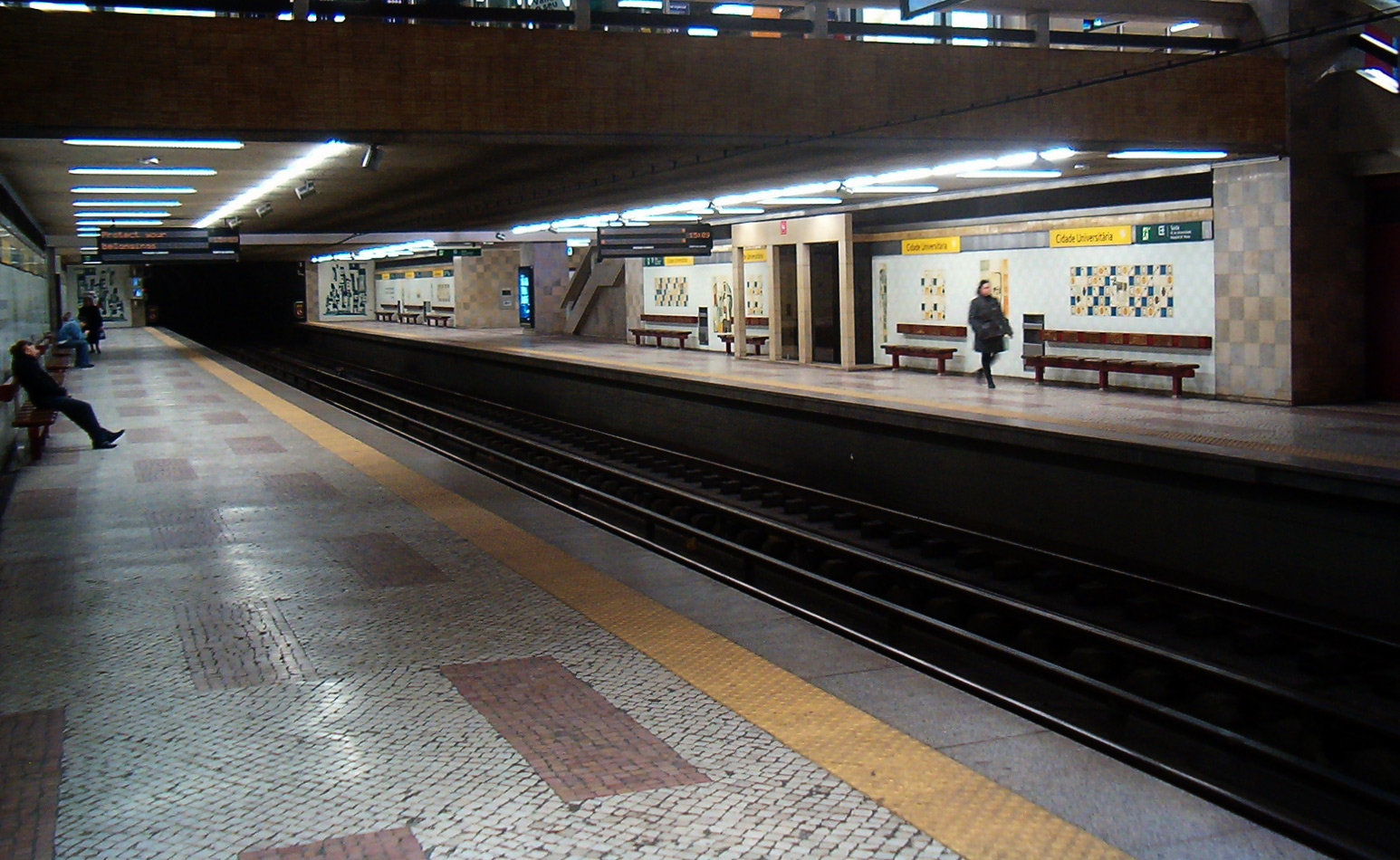
Die beiden Seitenbahnsteige des Bahnhofes Cidade Universitária

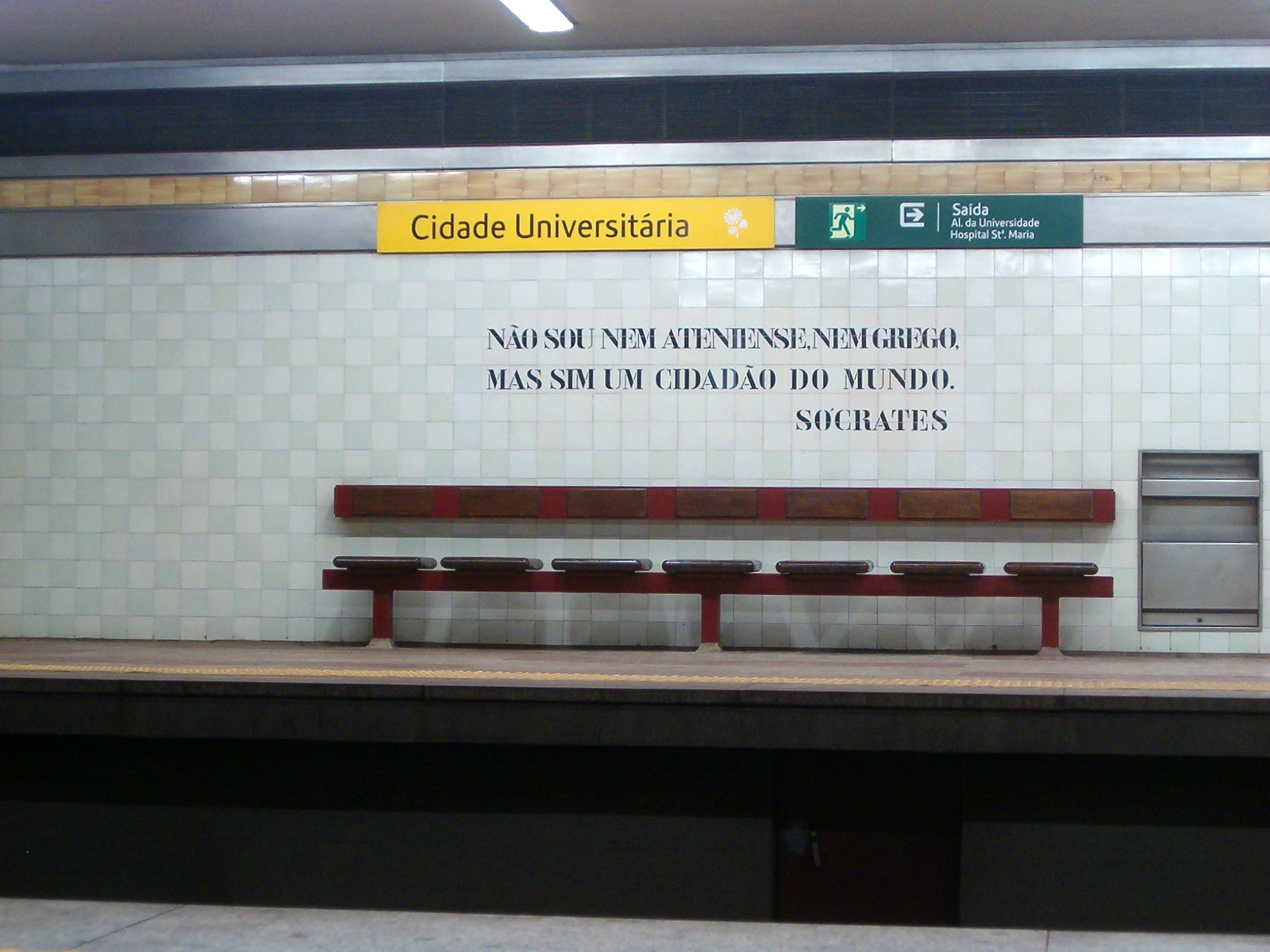
Sokrates'sches Zitat „Ich bin weder Athener noch Grieche, sondern ein Weltbürger“

Cidade Universitária ist ein U-Bahnhof der Linha Amarela der Metro Lissabon, des U-Bahn-Netzes der portugiesischen Hauptstadt. Der Bahnhof befindet sich in der Lissabonner Stadtgemeinde Alvalade unter der Straße Avenida Professor Gama Pinto auf Höhe der Aula Magna der Universität Lissabon. Die Nachbarbahnhöfe sind Campo Grande und Entre Campos. Der Bahnhof ging am 14. Oktober 1988 in Betrieb. Der Name des U-Bahnhofes, Cidade Universitária, zu Deutsch „Universitätsstadt“, weist auf die Umgebung hin: Der Bahnhof befindet sich inmitten des Campus der Lissabonner Universität.

## Geschichte
Mit dem Bau der Universitätsstadt, des neuen Campus der Lissabonner Universität, in der Nähe des Campo Grande und dem darauffolgenden Zuzug zahlreicher Universitätsinstitute wuchs die Zahl der täglichen Fahrgäste in Richtung Norden erheblich. Um die größte portugiesische Universität auch direkt mit der Metro erreichen zu können, beschlossen Stadtverwaltung und Betreibergesellschaft, den Linienast der Metro in Richtung Entre Campos um eine Station zu verlängern. Die Straßenbahn nach Lumiar, die entlang der neuen Strecke verlief, war bereits 1972 eingestellt worden, sodass die Studenten entweder die Autobusse benutzen oder den längeren Fußweg vom Bahnhof Entre Campos in Kauf nehmen mussten. Der Bau der neuen Strecke, die nur diesen einen neuen Bahnhof besitzen sollte, stellte einen neuen Anlauf für die Erweiterung des Lissabonner Metronetzes dar, nachdem die letzte Eröffnung 1972, noch vor der Nelkenrevolution, stattfand. Gemeinsam mit der Eröffnung der neuen Strecke Sete Rios–Colégio Militar bildet sie die sogenannte „3. Ausbaustufe“ des Metronetzes.
Die Betreibergesellschaft Metropolitano de Lisboa, EP eröffnete den neuen Bahnhof am 14. August 1988. Den Bahnhof mit seinen zwei 105 Meter langen Seitenbahnsteigen entwarf der portugiesische Architekt Carlos Sanchez Jorge. Den Bahnhof selbst dominiert das Bild Le Métro der Künstlerin Maria Helena Vieira da Silva aus dem Jahr 1940. Das von Manuel Cargaleiro auf Azulejos gebannte Gouache-Bild trug ursprünglich den Titel Abrigo Anti-Aéreo (zu Deutsch „Luftschutzbunker“) und zeigt scheinbar anonyme Menschen, die sich vor den nahenden Luftbombardements in einen Bahnhof der Pariser Metro flüchten, wobei jedoch unter anderem Damião de Góis, Sokrates und Mário de Sá-Carneiro zu identifizieren sind. Neben diesem Azulejo-Bild, dessen Original als Dauerleihgabe der Metropolitano de Lisboa in den Ausstellungsräumen der Stiftung Árpád Szenès-Vieira da Silva zu sehen ist, sind an den Bahnsteigwänden zwei Zitate von Sokrates und Cesário Verde sowie Bilder von Eulen angebracht, die der griechischen Mythologie zufolge die Weisheit symbolisieren und damit eine Anspielung auf die benachbarten Lehreinrichtungen darstellen sollen.
Von 1988 bis 1993 war der Bahnhof Endstation für alle Züge aus der Innenstadt beziehungsweise Alvalade. 1993 wurde der Streckenast bis Campo Grande verlängert und 1995 in eine eigene Linie, die Linha Amarela (gelbe Linie), umgewandelt. Der Bahnhof besitzt keinen Aufzug.

## Verlauf
Am U-Bahnhof bestehen Umsteigemöglichkeiten zu den Buslinien der Carris.
| Linie | Verlauf |
| ----- | --- |
|       | Odivelas – Senhor Roubado – Ameixoeira – Lumiar – Quinta das Conchas – Campo Grande – Cidade Universitária – Entre Campos – Campo Pequeno – Saldanha – Picoas – Marquês de Pombal – Rato |